# Royal Geographical Society Islands
Royal Geographical Society Islands är öar i Kanada.   De ligger i territoriet Nunavut, i den nordöstra delen av landet, 3 000 km nordväst om huvudstaden Ottawa. Arean är 433 kvadratkilometer.
Terrängen på Royal Geographical Society Islands är mycket platt. Öns högsta punkt är 46 meter över havet. Den sträcker sig 37,9 kilometer i nord-sydlig riktning, och 19,5 kilometer i öst-västlig riktning.
Trakten runt Royal Geographical Society Islands består i huvudsak av gräsmarker. Trakten runt Royal Geographical Society Islands är nära nog obefolkad, med mindre än två invånare per kvadratkilometer.